# Trem do Corcovado
O Trem do Corcovado é uma linha férrea localizada na cidade do Rio de Janeiro. A linha começa no bairro do Cosme Velho e segue até o cume do morro do Corcovado, a uma altitude de 710 m. O cume é famoso pela estátua do Cristo Redentor e pela vista aérea de várias praias do Rio de Janeiro.

## História

Ponte do Silvestre na Estrada de Ferro do Corcovado (foto de Marc Ferrez, entre 1879-1889)

A linha foi inaugurada pelo imperador Dom Pedro II em 9 de Outubro de 1884. É, portanto, mais antigo que o monumento do Cristo Redentor, que foi aberto a visitação em 1931. De fato, as peças para a montagem da estátua do Cristo foram transportadas pelo próprio trem ao longo de quatro anos.

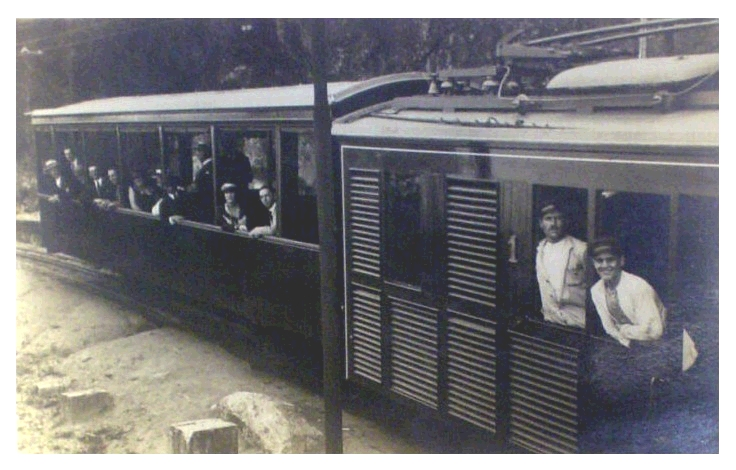
Locomotiva Elétrica SLM Oerlikon He 2/2 nº1 da EF do Corcovado, 1925

Inicialmente utilizava tração a vapor, e um sistema de tração elétrico foi instalado em 1910. Em 1980 a linha foi modernizada com a compra de trens da empresa SLM, sediada na cidade de Winterthur, Suíça.
Ao longo de seus anos, o Trem do Corcovado já recebeu vários passageiros ilustres, como o Imperador Dom Pedro II, Princesa Isabel, Papa João Paulo II, Alberto Santos Dumont, Epitácio Pessoa, Getúlio Vargas, Albert Einstein e a Princesa Diana de Gales.

## Características
A linha possui 3,824 km de extensão e conta com sistema de cremalheira para auxiliar a tração. O sistema utiliza bitola métrica e o raio mínimo de curva é 100 metros.

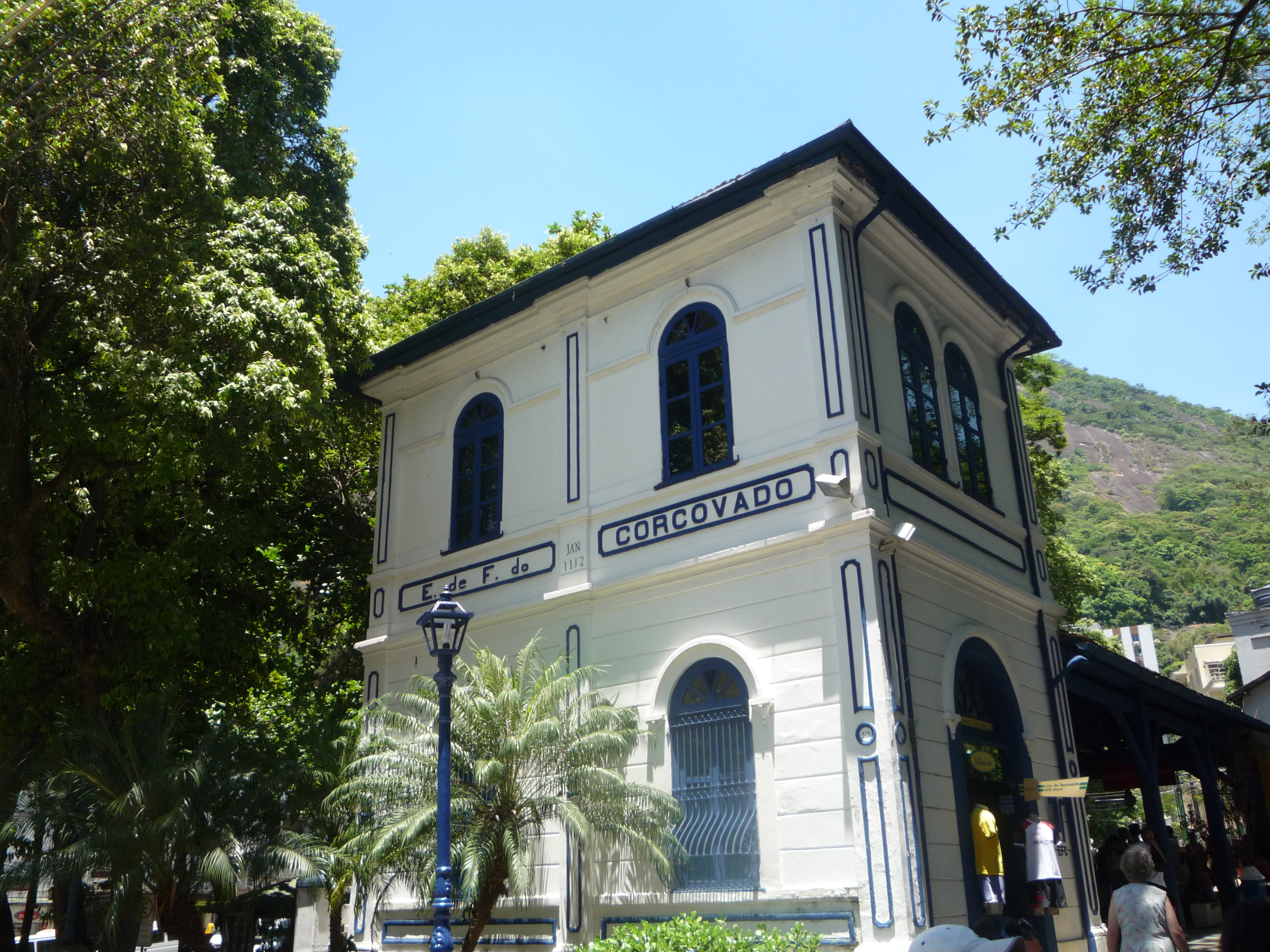
Estação histórica no Cosme Velho

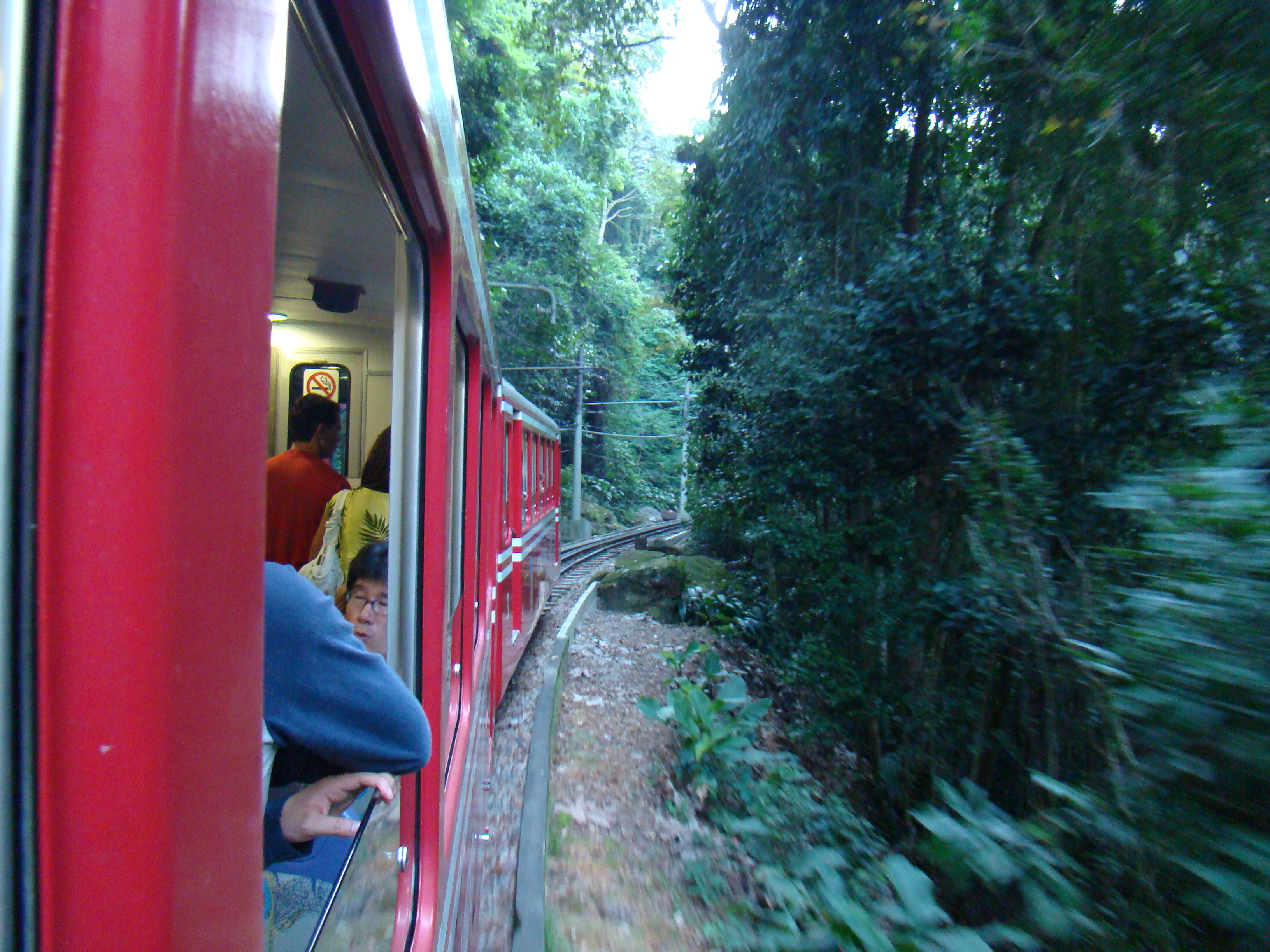
Estrada de ferro e o trenzinho usado até 2019

A ferrovia do Corcovado utiliza tração elétrica, sendo uma das poucas que ainda utilizam um sistema elétrico trifásico, possuindo assim dois cabos aéreos para alimentação dos 4 trens, cada qual com dois carros de passageiros. 
O trajeto é completado em cerca de 20 minutos, com um trem partindo também a cada 20 minutos, o que dá ao sistema uma capacidade de transporte de 462 passageiros por hora. Devido à capacidade limitada, a espera para fazer a viagem pode levar horas nos dias com muita afluência de turistas. A estação funciona das 8h às 17h nos dias úteis e das 8h às 18h aos finais de semana e feriados.

Trem antigo

Em 2019, a operadora Esfeco adquiriu da fabricante suíça Stadler Rail, 3 novas composições de dois carros, ao custo total de R$ 200 milhões. Os modernos trens possuem janelas e teto panorâmico, espaço para bicicletas e cadeiras de rodas, comprimento de 27 metros e capacidade para 154 passageiros. A velocidade máxima de subida e descida dos novos transportes são de 25 Km/h e 18 Km/h, respectivamente. O projeto é a quarta geração de trens da ferrovia.

## Estações do Trem do Corcovado

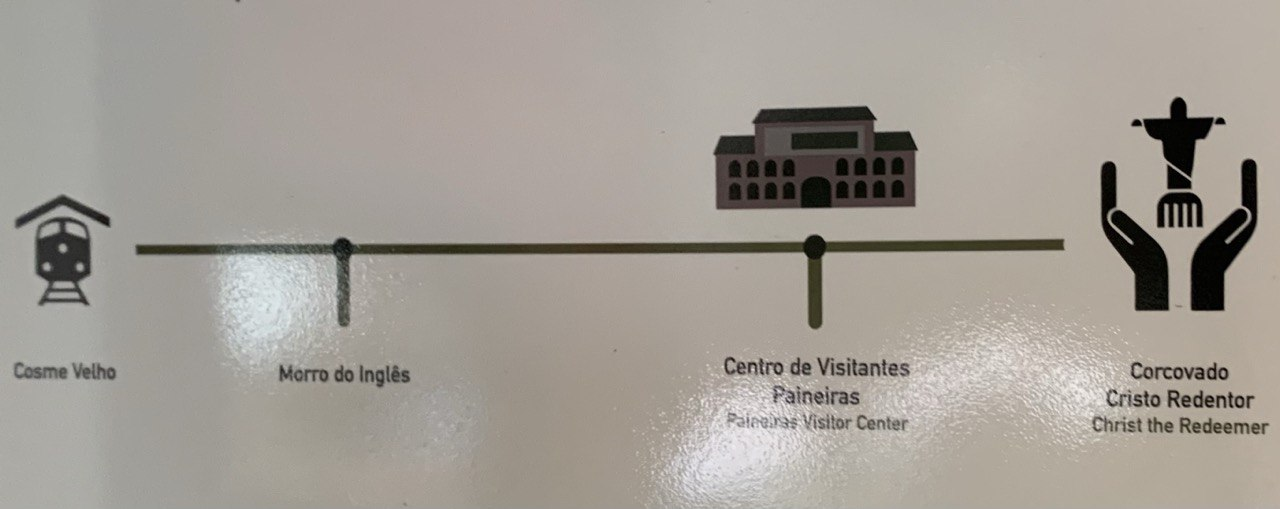
Diagrama de Linhas do Trem do Corcovado, presente no interior dos trens

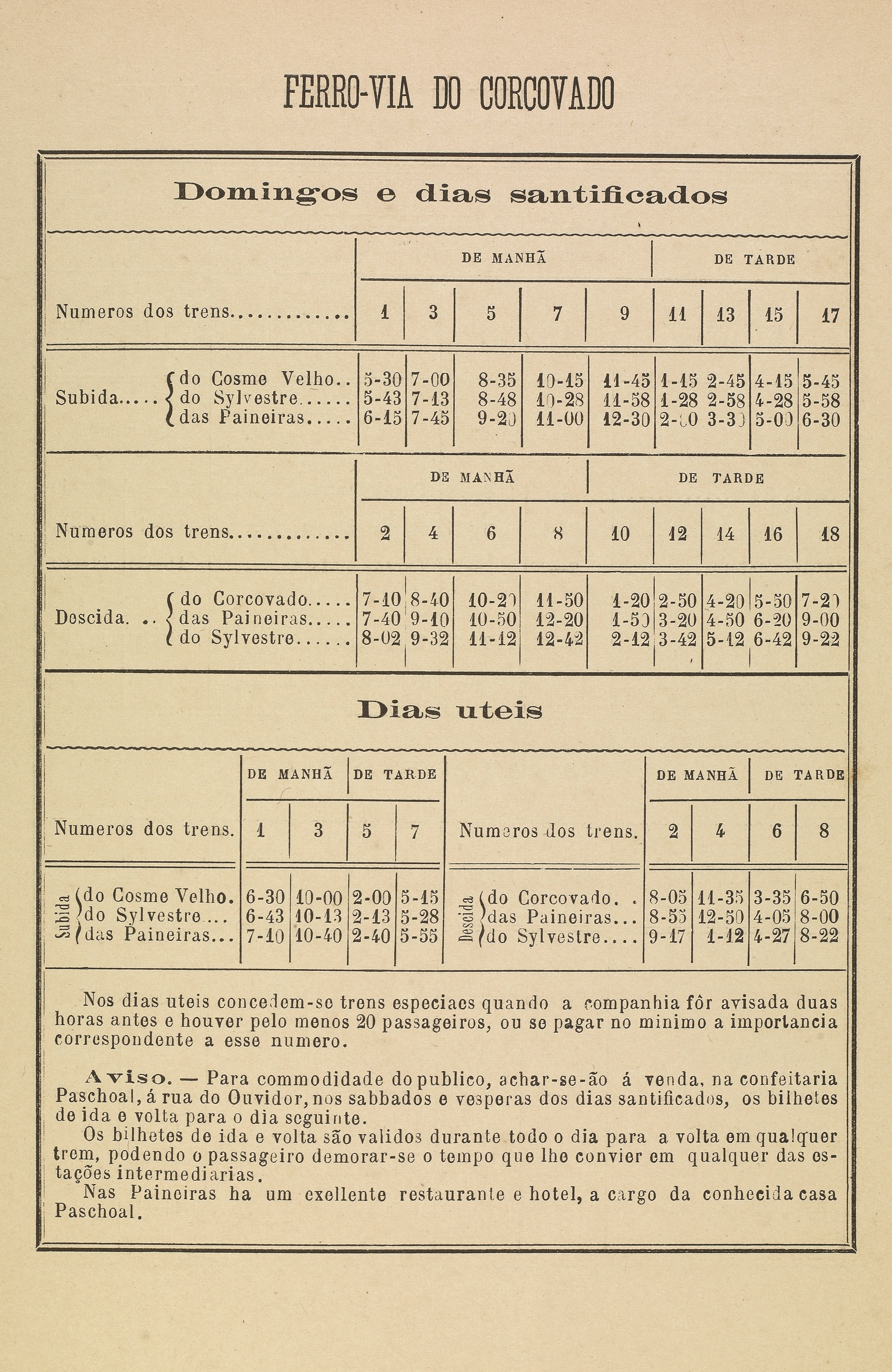
Horários dos trens da Ferrovia do Corcovado, 1885. Documento sob guarda do Arquivo Nacional.

| Estação                | Notas |
| ---------------------- | --- |
| Cosme Velho            | Primeira estação para quem quer subir até o Cristo, que percorrerá 3.824 m de ferrovia.                          |
| Morro do Inglês        | Só moradores podem desembarcar.                                                                                  |
| Silvestre (desativada) | Estação de baldeação para o Bonde de Santa Teresa.                                                               |
| Paineiras              | Primeira parada onde os turistas podem desembarcar. É possível apreciar as belezas do Parque Nacional da Tijuca. |
| Corcovado              | Estação terminal da linha e fica a 710 metros de altura, também dando acesso à famosa estátua, Cristo Redentor.  |